# Krzysztof Mielecki
Krzysztof Mielecki herbu Gryf – poseł na sejm 1570 roku z województwa bełskiego.